# Kenneth Haigh
Kenneth Haigh (Mexborough, 1931. március 25. – 2018. február 4.) angol színész.

## Fontosabb filmjei
- Companions in Crime (1954)
- Serdülő lányom (My Teenage Daughter) (1956)
- Szent Johanna (Saint Joan) (1957)
- High Flight (1957)
- Kleopátra (Cleopatra) (1963)
- Egy nehéz nap éjszakája (A Hard Day's Night) (1964)
- Két nap az élet (Week-end à Zuydcoote) (1964)
- Ébresztő a halottnak (The Deadly Affair) (1966)
- A Lovely Way to Die (1968)
- Man at the Top (1970–1972, tv-sorozat, 23 epizódban)
- Journey to Murder (1971)
- Eagle in a Cage (1972)
- Robin and Marian (1976)
- A Notre Dame-i toronyőr (The Hunchback of Notre Dame) (1977, tv-film)
- En vandring i solen (1978)
- The Bitch (1979)
- Troilus és Cressida (Troilus & Cressida) (1981, tv-film)
- Night Train to Murder (1983, tv-film)
- Vadlibák 2: Rudolf Hess elrablása (Wild Geese II) (1985)
- A State of Emergency (1986)
- Az ifjú Indiana Jones kalandjai (The Young Indiana Jones Chronicles) (1993, tv-sorozat, egy epizódban)
- Shuttlecock (1993)
- A gyűrű (The Ring) (1996, tv-film)
- Mr Blue (2004, rövidfilm)

## További információ
- Kenneth Haigh a PORT.hu-n (magyarul)
- Kenneth Haigh az Internetes Szinkronadatbázisban (magyarul)
- Kenneth Haigh az Internet Movie Database-ben (angolul)
- Kenneth Haigh a Rotten Tomatoeson (angolul)